# Denny Möller

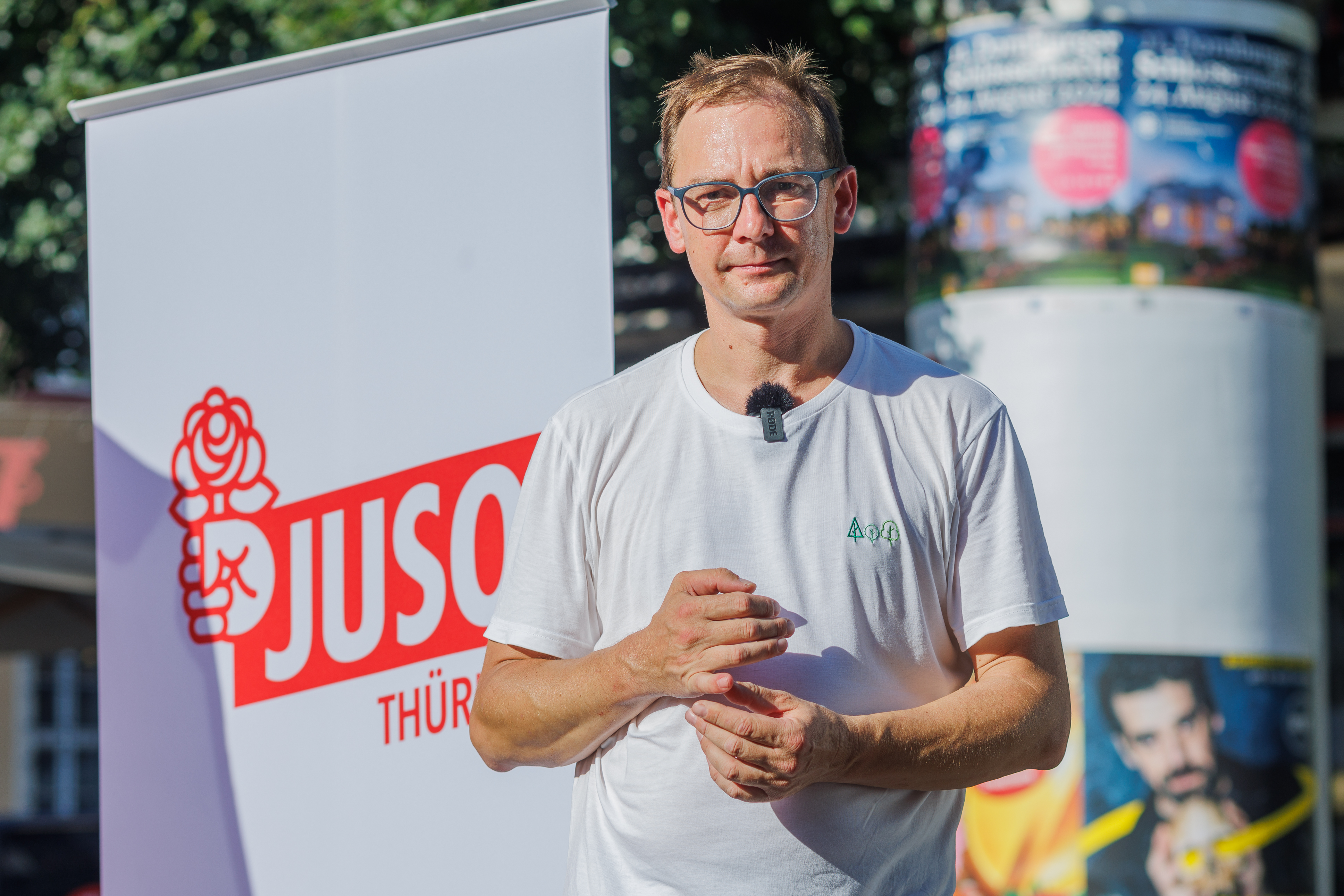
2024 bei einer Wahlkampfveranstaltung

Denny Möller (* 21. Juni 1979 in Saalfeld) ist ein deutscher Politiker der SPD. Er war von 2020 bis 2024 Abgeordneter im Thüringer Landtag.

## Leben
Möller wuchs in Goßwitz auf und besuchte dort zunächst bis 1991 die Schule. Anschließend wechselte er an das Saalfelder Erasmus Reinhold Gymnasium, wo er 1998 sein Abitur ablegte. Daran schloss sich ein einjähriger Zivildienst bei der Arbeiterwohlfahrt an. Von 1999 bis 2006 studierte Möller an den Universitäten Jena, Leipzig und Erfurt Sozial- und Geisteswissenschaften, wobei er seit 2005 parallel dazu schon als Jugendbildungsreferent der Gewerkschaftsjugend in Erfurt tätig war. Nach dem Hochschulstudium absolvierte Möller von 2006 bis 2012 berufsbegleitend ein Teilzeitstudium der Sozialen Arbeit an der FH Erfurt. Parallel dazu war er seit 2009 persönlicher Mitarbeiter des Thüringer Landtagsabgeordneten Peter Metz.
2013 wechselte Möller zur Stiftung FamilienSinn des Freistaates Thüringen, wo er bis 2015 als pädagogischer Mitarbeiter tätig war. Anschließend wechselte er wieder zur SPD als Arbeitgeber, wo er zunächst bis 2016 als Referent für Arbeit, Soziales, Gesundheit, Gleichstellung, Familie, Pflege, Menschen mit Behinderung und Opferverbände der SPD-Fraktion im Thüringer Landtag tätig war. Daran schloss sich bis 2017 eine mehr als ein Jahr dauernde Leitung des Projektes Landesstrategie Mitbestimmung junger Menschen des Thüringer Landesverbandes der NaturFreunde Deutschlands an. Im Jahr 2018 wirkte Möller wieder in der SPD-Fraktion, diesmal als Referent für Arbeit, Soziales, Gesundheit, Familie, Pflege und Gleichstellung, Kinder & Jugend. 2019 war er als Familienverbandsreferent im Thüringer Landesverband der NaturFreunde Deutschlands tätig. 2020 wurde Möller als Sachbearbeiter im Thüringer Ministerium für Arbeit, Soziales, Gesundheit, Familie und Frauen unter Ministerin Heike Werner (Linke) angestellt. Zum 1. Juli 2020 rückte er in der Nachfolge des amtierenden Innenministers Georg Maier als Abgeordneter in den Thüringer Landtag nach, dem er bis 2024 angehörte.

## Politik
Möllers politisches Engagement begann in der Arbeiterwohlfahrt (AWO), für die er sich zeitweise bis auf Bundesebene engagierte. Zwischen 2004 und 2006 gehörte er dem Thüringer AWO-Landesvorstand an, zwischen 2006 und 2008 war er Mitglied des AWO-Bundesvorstandes. 2006 wurde Möller Mitglied der SPD und bei ver.di. Seitdem ist er sowohl parteipolitisch als auch gewerkschaftlich in verschiedensten Funktionen tätig. Seine erste größere Funktion im jugendpolitischen Bereich nahm Möller als Vorstandsmitglied im Erfurter Stadtjugendring wahr. Im Juli 2009 wurde er für die SPD erstmals in den Erfurter Stadtrat gewählt und übernahm den Vorsitz des Jugendhilfeausschusses. Seit November 2014 ist Möller Thüringer Bezirksvorsitzender von ver.di. Im November 2018 wurde er erstmals in den Thüringer SPD-Landesvorstand gewählt und kandidierte 2019 zu den Thüringer Landtagswahlen im Wahlkreis Erfurt III. Mit Bodo Ramelow als Spitzenkandidat der Linken war Möller allerdings chancenlos, das Direktmandat in diesem Wahlkreis zu gewinnen. Während Ramelow 42,1 % der Erststimmen bekam, erhielt Möller 7,4 % und lag damit an fünfter Stelle. Da Innenminister Georg Maier im Juni 2020 sein Landtagsmandat aber niederlegte, folgte ihm Denny Möller nach und wurde zum 1. Juli 2020 Mitglied des Thüringer Landtags. Bei der Landtagswahl in Thüringen 2024 verpasste er den Wiedereinzug in den Landtag.